# Anton Crosini von Bonporto
Anton Crosini von Bonporto (* 20. März 1581 in Trient; † 14. Mai 1663 in Brixen) war von 1648 bis 1663 Fürstbischof von Brixen.

## Herkunft und Ausbildung
Anton Crosini von Bonporto wurde 1581 in Trient geboren. Seine Familie stammte aus den Judikarien und wurde 1585 geadelt.
Er studierte in Innsbruck, Dillingen und am Collegium Germanicum in Rom. Crosini wurde am 4. Juni 1605 zum Priester geweiht und im selben Jahr in Perugia zum Doktor der Theologie und in Bologna zum Dr. iur. utr. promoviert.

## Tätigkeit als Geistlicher
Crosini wurde 1610 Domherr in Brixen, hatte dort 1616/17 auch die Pfarrei inne. Er reiste im Auftrag des Bischofs 1620 nach Rom und vertrat ihn mehrfach beim Tiroler Landtag. Er war von 1619 bis 1624 Generalvikar des Bistums Brixen. Am 26. April 1634 wurde er zum Weihbischof in Brixen ernannt und Titularbischof von Belline ernannt. Die Bischofsweihe erhielt er am 17. Februar 1625 in Trient. Seit 1625 war er auch Domkapitular in Trient. Crosini wurde in Brixen 1625 Domdekan und 1632 Dompropst. Das Brixener Domkapitel übertrug ihm 1639 die Sorge für das Hospital in Klausen. 

## Bischof von Brixen
Nach dem Tod von Johann Platzgummer wurde Crosini am 16. Juli 1647 vom Domkapitel per Akklamation zum Bischof von Brixen gewählt. Die päpstliche Bestätigung erhielt er am 30. März 1648. Crosini ließ seine Diözese wiederholt durch seinen Generalvikar und andere Beauftragte visitieren.
Der unter Geldnot leidende Tiroler Landesfürst Ferdinand Karl verpfändete 1653/54 die im Pustertal gelegenen Herrschaften Michelsburg, Schöneck und das Unterdrittel von Rodeneck gegen 50.000 Gulden für 25 Jahre an das Hochstift. Daraus entstanden Streitigkeiten zwischen Tirol und dem Hochstift über die Huldigung des Adels, der Klöster und der Untertanen und die Zölle. Crosini ersuchte das Kurfürstenkollegium den zukünftigen Kaiser in einer Wahlkapitulation zu einer Vermittlung im Konflikt zu verpflichten.
Zu Crosinis Schriften gehört eine Vita des heiligen Kassian, einer der Patrone des Bistums Brixen, juristische Abhandlungen und ein Werk für zukünftige Beichtväter.
Anton Crosini von Bonporto verstarb am 14. Mai 1663 in Brixen und wurde im Brixener Dom bestattet.